# Kameno Pole, Vrața
Kameno Pole (în bulgară Камено Поле) este un sat în comuna Roman, regiunea Vrața,  Bulgaria. 

## Demografie
Componența etnică a satului Kameno Pole
     Bulgari (24,49%)
     Romi (10,72%)
     Nicio identificare (64,78%)
     Altele (0%)
La recensământul din 2011, populația satului Kameno Pole era de 690 locuitori. Nu există o etnie majoritară, locuitorii fiind bulgari (24,49%) și romi (10,72%). Pentru 64,78% din locuitori nu este cunoscută apartenența etnică.